# Butrint

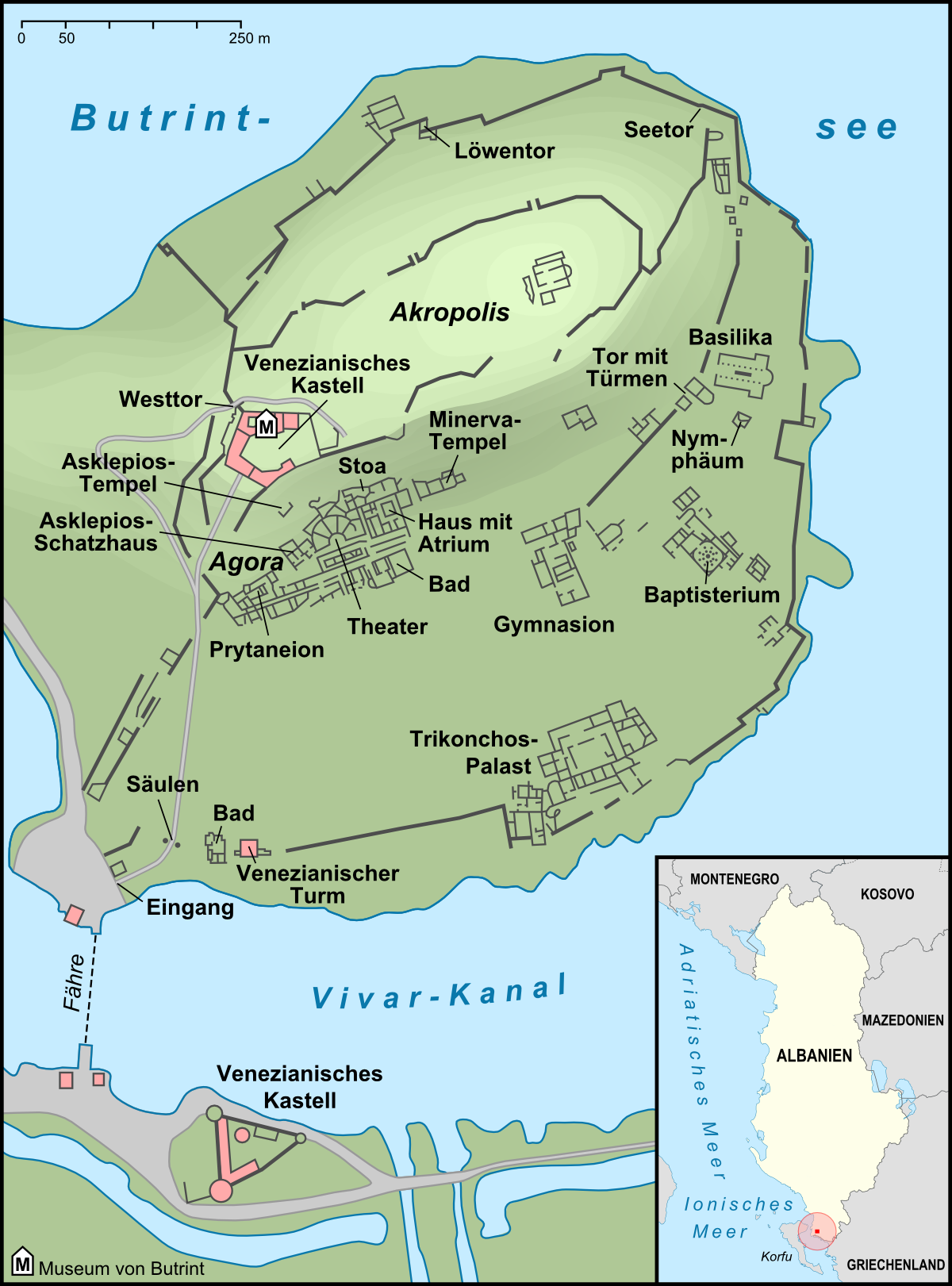
Plan der Ruinenstadt Butrint

Butrint (albanisch auch Butrinti; altgriechisch Βουθρωτόν Bouthrōtón; lateinisch Buthrotum; italienisch Butrinto) ist eine Ruinenstadt im Süden Albaniens, rund 20 Kilometer südlich der Stadt Saranda gelegen. Sie dehnt sich auf einer Halbinsel aus, die im Norden und Osten vom Butrintsee und im Süden vom Vivar-Kanal, der nach rund zweieinhalb Kilometern ins Ionische Meer mündet, umgeben ist. In Sichtweite liegt die griechische Insel Korfu.
In Butrint hinterließen zahlreiche Kulturen ihre Spuren, umgekehrt wurden sie aber auch von Butrint geprägt. So kommt Butrint in den Werken berühmter antiker Autoren vor, wie zum Beispiel bei Hekataios von Milet oder in der Aeneis von Vergil. Als städtisches Zentrum einer weiten Region kam sie zu Reichtum und Macht, wovon die zahlreichen Profan- und Prachtbauten, Straßen und Festungsanlagen zeugen. Durch die Kombination seiner ruhigen Umgebung an einer Lagune und seinen historischen Monumenten zog die Stadt auch Grand Touristen des 18. und 19. Jahrhunderts an, die sie als eine Landschaft mit Monumenten bezeichneten. Unter anderem besuchte Edward Lear die historische Stätte, um sich von ihr inspirieren zu lassen.
Butrint zählt heute zu den beliebtesten Touristenzielen Albaniens und zu den berühmtesten Sehenswürdigkeiten des Landes. 1992 wurde sie von der UNESCO zum Weltkulturerbe erklärt und gehört zusammen mit der benachbarten Höhensiedlung Kalivo und den architektonisch einzigartigen Städten von Berat und Gjirokastra zu den Welterbestätten des Mittelmeerstaates.

## Geschichte

### Gründungsmythen
Es existieren zwei Gründungsmythen. Eine führt die Entstehung der Stadt auf einen Gründer gleichen Namens zurück. Die andere weist Helenos, einem Sohn des trojanischen Königs Priamos, die wesentliche Rolle zu: Er habe demnach auf der Flucht aus dem brennenden Troja nach der Landung beim heutigen Butrint im Rahmen eines Rituals einen Stier opfern wollen, doch sei dieser geflohen, habe die Lagune durchquert und sei am gegenüberliegenden Ufer tot zusammengebrochen. So leite sich der Name der Stadt von βούς ab, dem griechischen Wort für Stier.
Neben den griechischen Mythen gibt es von Butrint auch eine Legende aus der römischen Mythologie. Der Aeneis nach soll Butrint vom Helden Aeneas besucht worden sein, als es ihn nach seiner Flucht aus dem brennenden Troja in die Region Epirus verschlug, bevor er später nach Latium kam und zum Stammvater der Römer wurde. In Butrint trifft er auf Andromache und Helenos, die, ebenfalls aus Troja entkommen, über Chaonia herrschen.

### Griechische Zeit

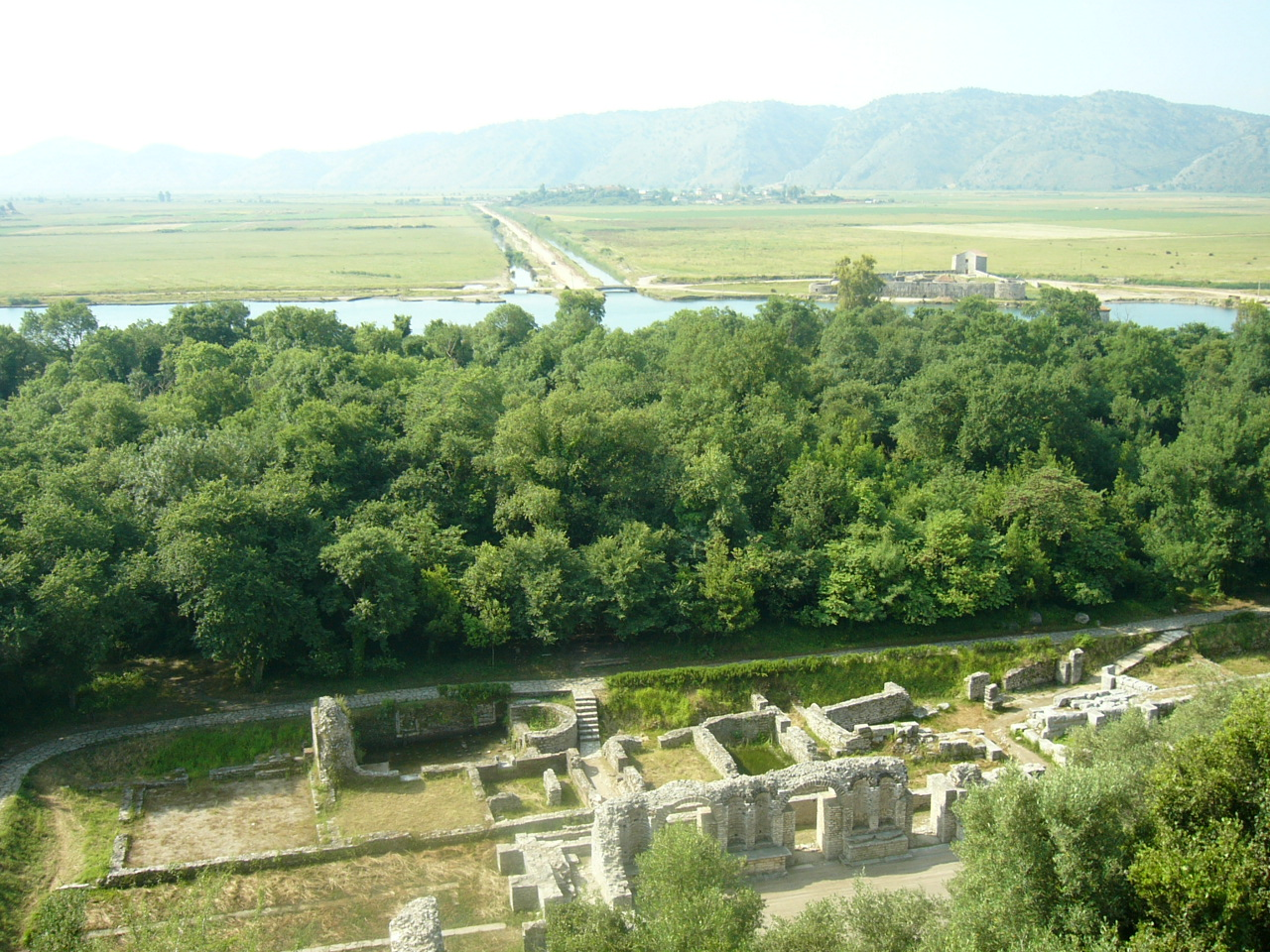
Blick vom venezianischen Kastell nach Süden über die Agora mit dem Theater und über den Vivar-Kanal, der heute viel schmaler ist als in der Gründungszeit der Stadt

Ursprünglich war Butrint eine epirotische Stadt; die Bevölkerung bestand aus Illyrern und Griechen. Sie war einer der Hauptorte der Chaonier, einem der drei großen epirotischen Stämme. Die ältesten Funde stammen aus der Zeit vom 10. bis zum 8. Jahrhundert v. Chr. Jedoch gibt es im benachbarten Kalivo schon Funde aus dem 12. Jahrhundert v. Chr. Die auf einem Hügel östlich von Butrint gelegene Siedlung am Butrintsee war von einer Mauer umschlossen und wird als das mögliche Troja von Vergil angesehen. Ausgrabungen haben protokorinthische Töpferwaren aus dem 7. Jahrhundert v. Chr. zu Tage gebracht. Auch schwarzfigurige Keramik vom 6. Jahrhundert v. Chr. aus Korinth und Attika wurde gefunden. Seit dem 6. Jahrhundert v. Chr. existierte eine Befestigung auf der Akropolis.
Im 4. Jahrhundert v. Chr. konnten die Molosser ihre politische Stellung in Epirus stärken, und unter ihrer Führung gründeten sie mit einigen Stämmen einen Koinon, der weite Teile der Region umfasste. Butrint war der führende Ort in diesem Bund und wurde zu dieser Zeit sprachlich und kulturell weitgehend hellenisiert. Butrint war in dieser Zeit eine der größten Städte der Region und besaß mehrere Prachtbauten. Dazu zählten das Theater, ein Tempel, der Asklepios, dem griechischen Gott der Heilkunst, gewidmet war, und ein Gymnasion. Um 380 v. Chr. wurde Butrint mit einer neuen, 870 Meter langen Mauer befestigt, die ein Gebiet von vier Hektar umschloss.

### Römische Zeit
228 v. Chr. wurde Butrint zusammen mit Korfu römisches Protektorat, doch erst ab 167 v. Chr. nahm der römische Einfluss zu und wurde schließlich dominierend. Doch bis weit in die Kaiserzeit konnte Butrint mit seiner Umgebung eine gewisse Eigenständigkeit bewahren, die in Form eines Koinons bestand und von den Praesebes geführt wurde. 146 v. Chr. kam Butrint zur neu eingerichteten Provinz Macedonia.
48 v. Chr. besuchte Gaius Iulius Caesar die Stadt und erklärte sie zur Veteranenkolonie. Doch der lokale Grundbesitzer Titus Pomponius Atticus erhob dagegen bei seinem Korrespondenten Cicero Einwände, der daraufhin im Senat gegen den Plan argumentierte. Als Folge dieses Widerstandes erhielt die Stadt nur eine kleine Zahl von Kolonisten. Atticus, der rund um Butrint Ländereien besaß, wurde von den Einwohnern für seinen Erfolg gefeiert und wurde zu den einflussreichsten Personen der Stadt. Am Ufer gegenüber der Stadt ließ er sich die reich geschmückte Villa Amaltea errichten, die zu den wichtigsten Ausgrabungen Butrints zählt.
Doch schon einige Jahre später, kurz nach seinem Sieg über Marcus Antonius und Kleopatra in der Schlacht bei Actium im Jahr 31 v. Chr., erneuerte Kaiser Augustus die Pläne, Butrint zu einer Veteranenkolonie zu machen. Neue Wohnviertel, ein Aquädukt, ein Bad, ein Forumskomplex und ein Nymphäum wurden gebaut. Auch das Theater ließ man ausbauen. Während dieser Zeit verdoppelte sich die Größe der Stadt, die in den nächsten Jahrzehnten ihre höchste Blütezeit erlebte. Die vielen Büsten und Statuen des Augustus, seiner Gemahlin Livia und seines Generals Agrippa zeigen die Bedeutung dieser Persönlichkeiten für Butrint. Die Stadt führte zu Ehren des Kaisers den Namen Colonia Iulia (bzw. Augusta) Buthrotum und prägte als solche Münzen.
Laut einer Inschrift und einer daneben entdeckten Statue von Lucius Domitius Ahenobarbus war dieser, der Großvater Neros, im Jahr 16 v. Chr. Stadtpatron von Butrint. Die Stadt war auch Heimatort vieler anderer Angehörige der Familie Ahenobarbus.
Mit der Christianisierung wurde Butrint im 4. Jahrhundert Sitz eines Bischofs. Um 380 richtete ein Erdbeben großen Schaden an. Die Plünderzüge während der Völkerwanderungszeit überstand Butrint wegen seiner geschützten Lage auf einer Halbinsel dagegen unbeschadet, während die Slawen auf ihren Einfällen das nördlich benachbarte Onchesmos (heute Saranda) im Jahr 547 einnehmen konnten. Das Bistum lebt heute noch als römisch-katholisches Titularbistum unter dem Namen Buthrotum (lateinisch für Butrint) fort.

### Umkämpft zwischen Byzantinern, Slawen, Normannen und Anjou

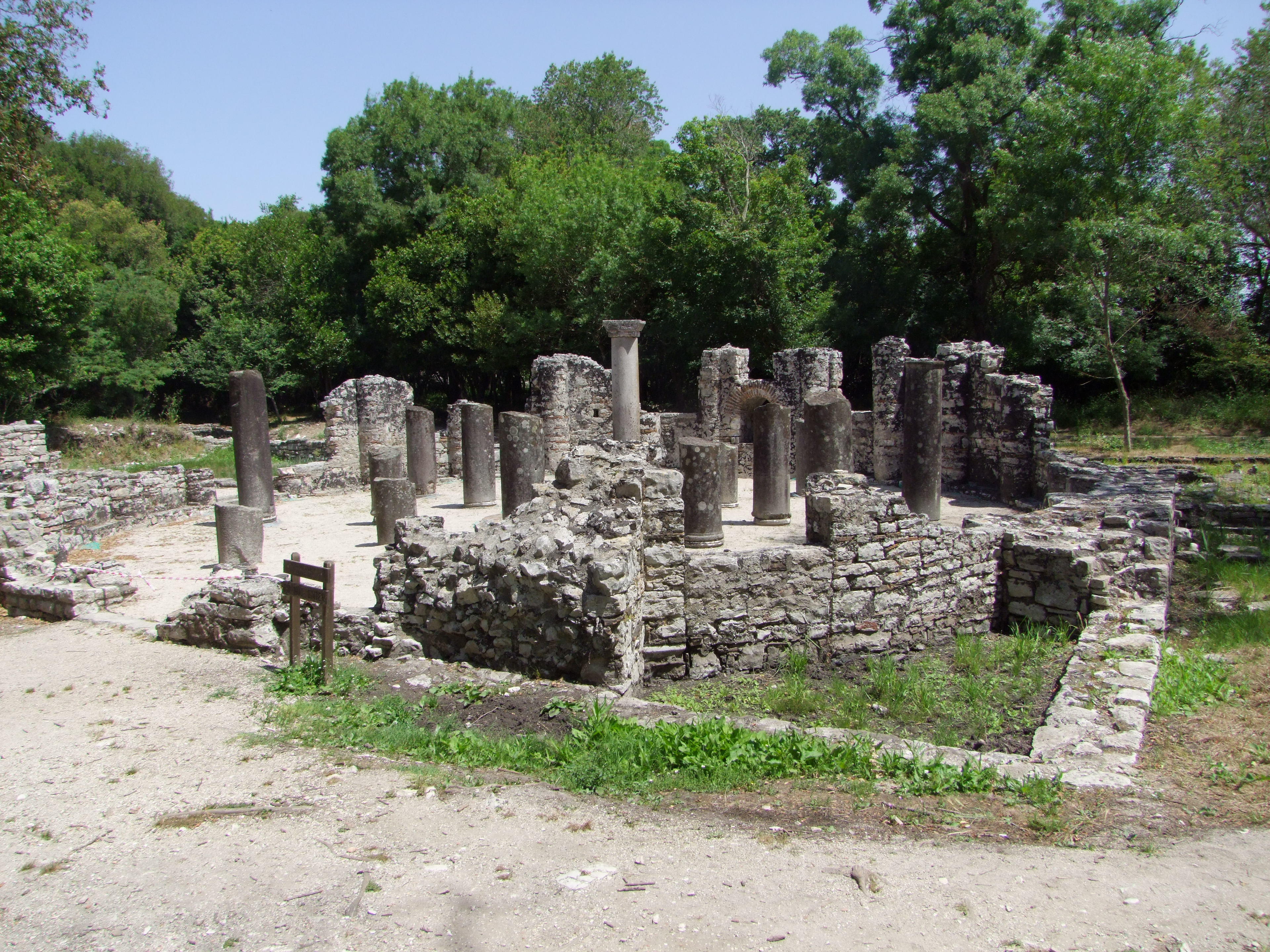
Baptisterium aus dem 6. Jahrhundert

Nach einer neuerlichen Blütezeit unter der Herrschaft des Byzantinischen Reiches begann ein langer Niedergang, als Slawen im 8. Jahrhundert auch nach Epirus vordrangen. Doch im 10. Jahrhundert errang die Stadt wieder einen städtischen Rang und erhielt eine neue Basilika. Sie gehörte zum Bulgarischen Reich.
Im 11. und 12. Jahrhundert litt die Stadt unter den Kriegszügen der süditalienischen Normannen, die auf der Balkanhalbinsel versuchten, Fuß zu fassen. Nach der Zerschlagung des Byzantinischen Reiches im Zuge des Vierten Kreuzzuges kam Butrinto nach 1204 an das byzantinische Despotat Epirus. In der zweiten Hälfte des 13. Jahrhunderts wurde Butrint als Mitgift der Helena Angelina Dukaina aus der Familie der Angeloi an ihren Gatten, dem Stauferkönig Manfred von Sizilien übergeben. Dieser überließ es einem seiner Vasallen, Philipp Chinard (* um 1205; † 1266), zur Verwaltung.
Ähnliches wie für die Normannen galt für Karl I. von Anjou, der von Süditalien aus versuchte, in Albanien eine Ausgangsbasis zur Eroberung Konstantinopels zu errichten und am 21. Februar 1272 das Regnum Albaniae gründete. Byzanz eroberte die Stadt jedoch 1274 zurück. Karl verbündete sich daraufhin mit zahlreichen Mächten, unterlag jedoch 1281 bei Berat. 1282 beendete ein Aufstand auf Sizilien seine Expansionspläne. Doch bereits in den 1330er Jahren rückten die Serben südwärts vor und eroberten Albanien und Nordgriechenland. Butrint kam 1318 bis 1340 an die Familie Orsini, deren albanischer Zweig sich an Venedig anlehnte und 1323 bis 1335 den Despotat Epirus unter Johannes Orsini beherrschte. Der Despotat löste sich 1337 bis 1340 auf, die Region wurde für kurze Zeit wieder byzantinisch.

### Venezianische und osmanische Zeit (1318/40–1912)

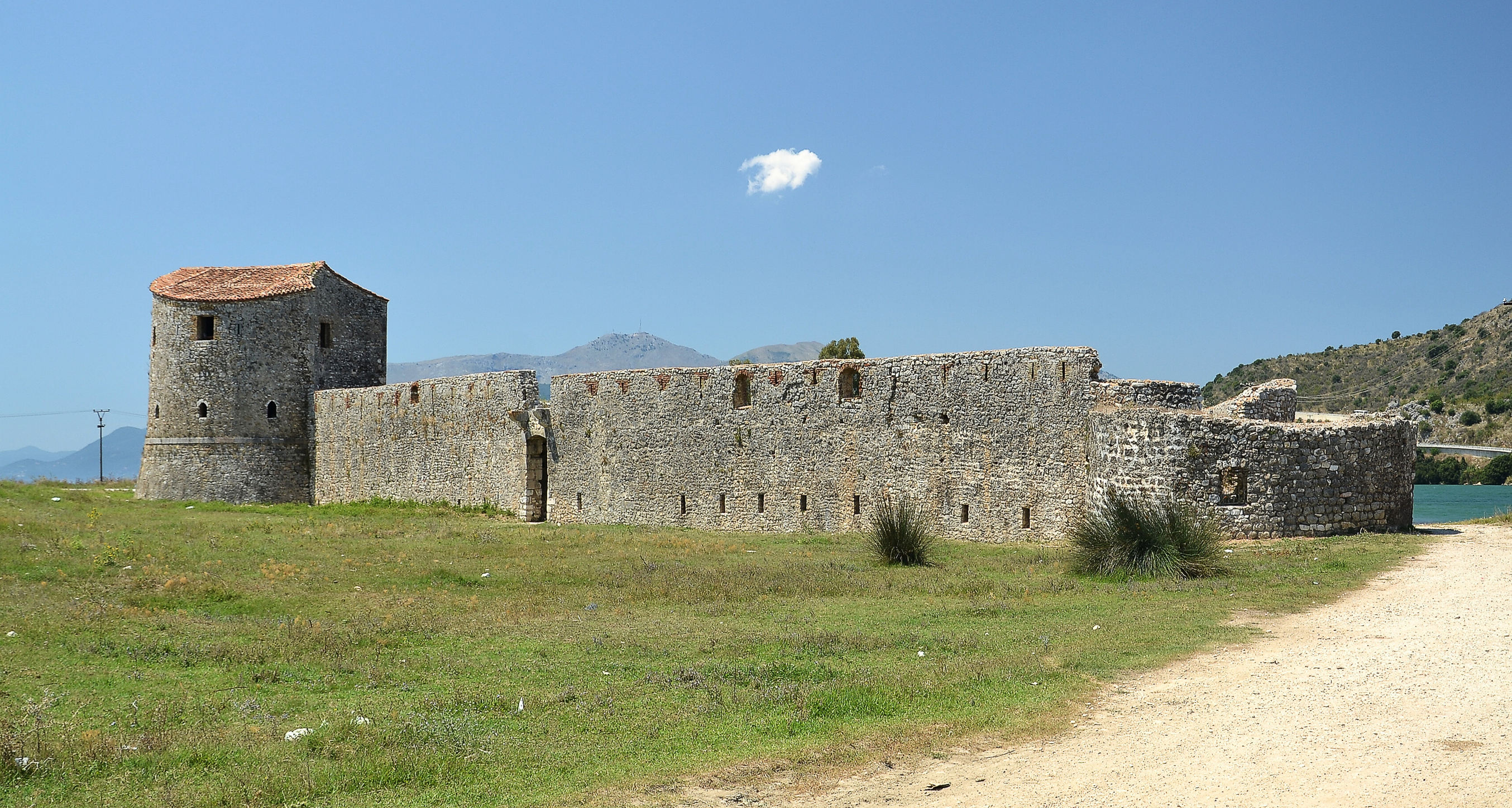
Die dreieckige venezianische Festung am südlichen Kanalufer

Was von der Stadt Butrint noch übrig war, besetzte die Republik Venedig, die hier mit Unterbrechungen bis ins Jahr 1797 einen Stützpunkt unterhielt, um die Straße von Korfu für ihre Schiffe zu sichern. Der Rest der Region wurde von den Osmanen besetzt. Neben dem Kastell auf dem Stadthügel erbauten die Venezianer auf der anderen Seite des Vivar-Kanals auch eine weitere, dreieckige Festung, die den Zugang vom Meer zur Stadt überwachte.
Bereits 1435 und 1448 besuchte Cyriacus von Ancona die Stadt, wobei ihm mehrere klassische Inschriften auffielen, von denen er drei transkribierte.
Im 17. Jahrhundert gelangten die Osmanen für einige Zeit in den Besitz dieser Festung. Im September des Jahres 1716 gewann Venedig das Kastell unter Johann Matthias von der Schulenburg von den Osmanen zurück. 1797 wurde Butrint kurzzeitig französischer Besitz, als die Republik Venedig nach dem Frieden von Campo Formio von Napoleon Bonaparte aufgelöst wurde.
Schon zwei Jahre später wurde Butrint von Ali Pascha von Ioannina erobert und kam damit endgültig zum Osmanischen Reich, zu dem es bis zur albanischen Unabhängigkeit im Jahre 1912 gehörte.
1805 besuchte François Pouqueville, französischer Konsul in Ioannina am Hof von Ali Pascha, Butrint und berichtete danach von zwei Mauerringen, einer römischen Stadt, einer Akropolis und einer byzantinischen Kirche. Émile Isambert, der Butrint 1881 besuchte, bestätigte die Beobachtungen des Franzosen. 1897 publizierte Eugen Oberhummer einen ersten Überblick zur Geschichte der antiken Stadt.

### Wiederentdeckung und Erforschung

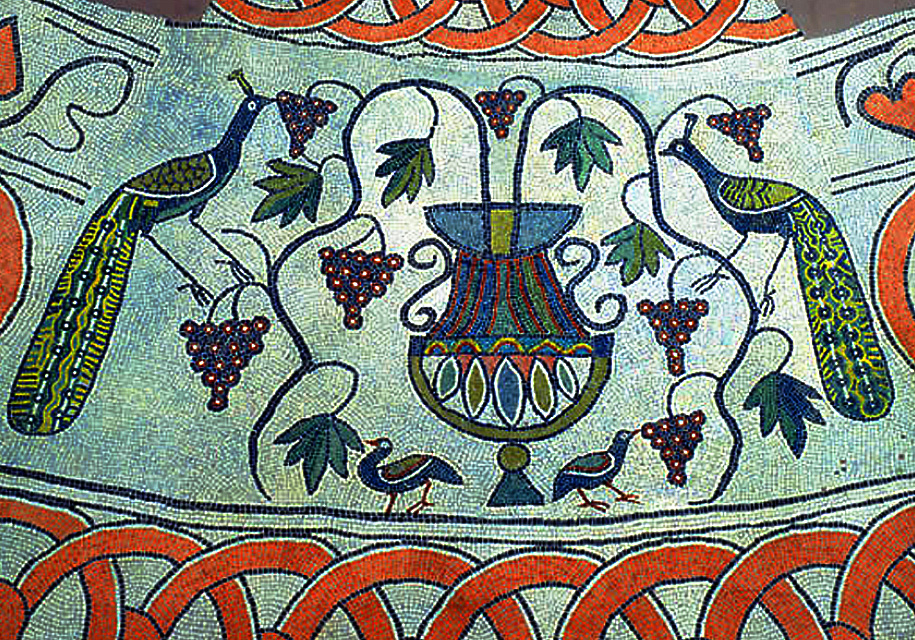
Frühchristliches Mosaik im Baptisterium

1928 erschien erstmals auf Griechisch eine Geschichte der antiken und mittelalterlichen Stadt, doch noch ohne jede archäologische Grundlage. Im selben Jahr begann der italienische Archäologe Luigi Maria Ugolini mit der Erforschung der Ruinen von Butrint. Ein Baptisterium aus dem frühen 6. Jahrhundert wurde freigelegt. Man fand die sogenannte Venus von Butrint, die sich als Büste Apollos herausstellte, und bis 1932 wurde das Theater ausgegraben. Ugolini starb 1936 an Malaria. Die Ausgrabungen wurden von Pirro Marconi fortgesetzt, der jedoch 1938 mit einem Flugzeug abstürzte. Ihm folgte bis zum Beginn des Griechisch-Italienischen Kriegs im Jahr 1939 Domenico Mustilli, doch wurden die Arbeiten Pellegrino Claudio Sestieri von der Direzione per l’Archeologia del Ministero della Pubblica Istruzione d’Albania übertragen. Bei diesen Grabungen tauchten ein Portal, ein Mosaik des Asklepios und eine kleine byzantinische Kirche auf.
Für den Besuch des sowjetischen Ministerpräsidenten Nikita Chruschtschow im Mai 1959 befahl der albanische Diktator Enver Hoxha den Bau einer neuen Straße von Saranda nach Butrint. Unter dem albanischen Archäologen Hasan Ceka, der schon bei Ugolinis Forschungen dabei gewesen war, wurden die bisherigen Ausgrabungen gesäubert und gesichert. In den 1950er Jahren wurde auch das Museum eingerichtet, das die Fundstücke beherbergen sollte.
Die Ausgrabungen ruhten dann lange und wurden erst in den 1970er Jahren unter Dhimosten Budina fortgesetzt. Er entdeckte den römischen Aquädukt, und der Tempel des Asklepios wurde ausgegraben. Mit Unterstützung weiterer Kollegen kamen in der Folge Artefakte des 12. und 13. Jahrhunderts zutage und wurden dokumentiert. Budina grub in den 1980er Jahren an der Akropolis, sein Kollege Selim Islami im Theater und Skender Anamali im Baptisterium. Es wurde archaische Keramik sowie etwa 500 Meter außerhalb der Stadt ein römisches Bad entdeckt, und es gelang, das Gymnasium nachzuweisen.
1991 fand eine erste griechisch-albanische Grabung statt. 1994 begannen langjährige Grabungen mit britischen Archäologen, die jedoch wegen mangelnder Sicherheit infolge des Lotterieaufstands 1997 unterbrochen wurden. Weitere Erkundungen folgten danach.
Im Jahr 1992 wurden die Ruinen und ihr Umland von der UNESCO auf die Liste des Weltkulturerbes gesetzt. Die 1990 eingereichte Kandidatur wurde mit der folgenden Begründung akzeptiert: „The evolution of the old natural environment that led the inhabitants to abandon Butrint at the end of the Middle Ages, means that this archaeological site provides valuable evidence of ancient and medieval civilizations on the territory of modern Albania.“ Acht Jahre später wurde durch die albanische Regierung ein leicht größeres Gebiet als Nationalpark Butrint geschützt, der 2005 um eine Pufferzone rund um das Welterbe von 29 auf 86 Quadratkilometer erweitert wurde. 2003 wurden Butrint und ein weites Umland mit dem See zu einem Ramsar-Schutzgebiet.
1997 wurde das in der zentralen Burg untergebrachte Museum von Butrint infolge der bürgerkriegsähnlichen Zustände in Albanien geplündert. Viele Gegenstände konnten inzwischen aber sichergestellt und zurückgebracht werden.

## Bauwerke
Von den verschiedenen Epochen der Stadtgeschichte zeugen zahlreiche Bauwerke. Zu den wichtigsten ausgegrabenen Bauwerken aus der Antike zählen das Theater, der Dionysos-Altar, der Asklepios-Tempel, der Minerva-Tempel, das Nymphäum, eine Therme, ein Gymnasion, das Forum, ein Aquädukt, das Löwentor und das Baptisterium aus dem 5. Jahrhundert.
Aus der Zeit des römischen Kaisers Justinian I. stammt die frühchristliche Basilika.
Auf der Akropolis errichteten die Venezianer im Mittelalter ein Kastell, in dem sich heute das Museum von Butrint befindet.

### Öffentliche Bauten

#### Theater

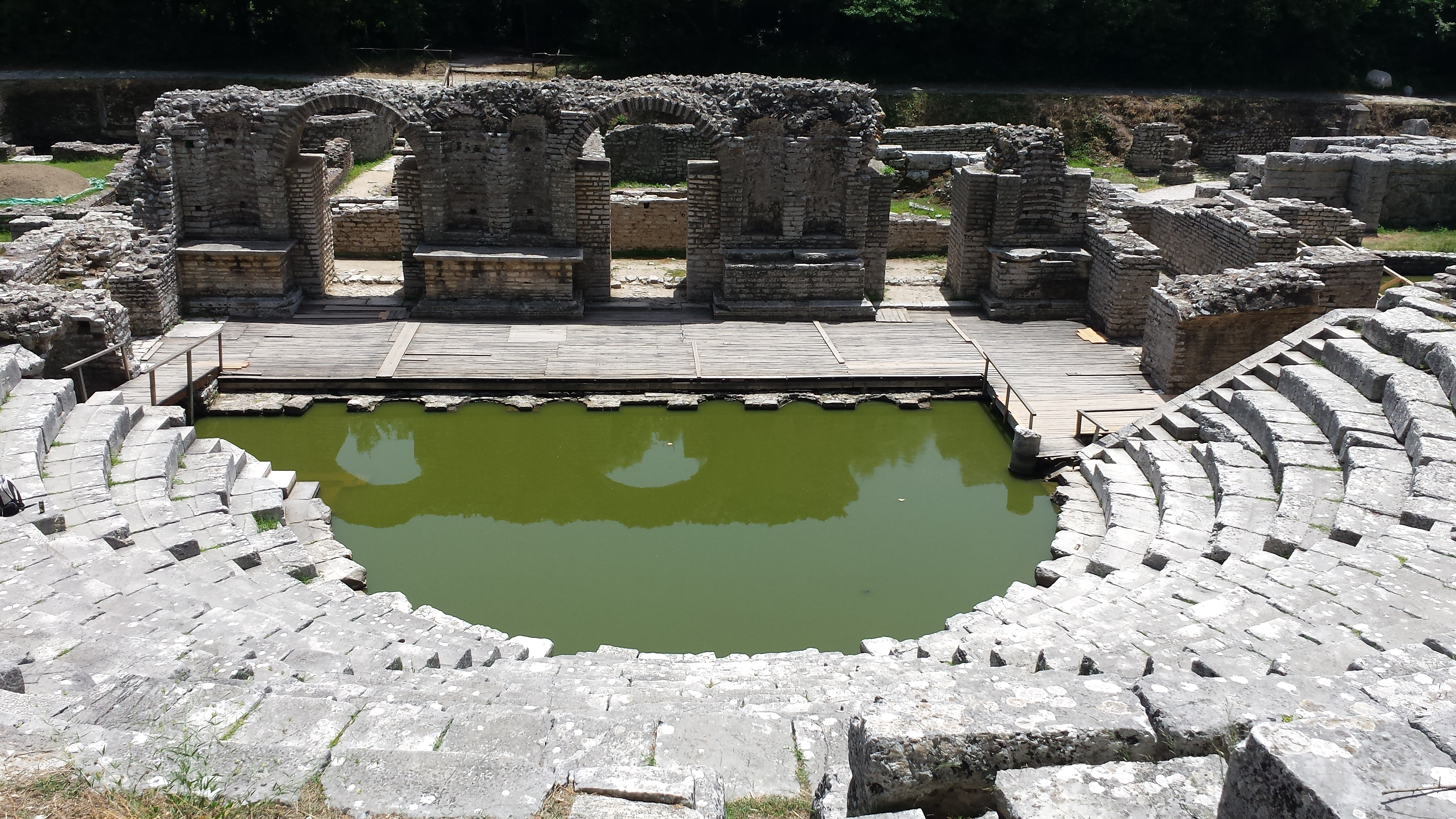
Das Theater mit Proszenium

Zu den am besten erhaltenen Bauwerken von Butrint zählt das halbkreisförmige Theater. Es liegt direkt unterhalb der Akropolis und ist dem Vivar-Kanal zugewandt. Direkt daneben steht der Tempel des Asklepios. Das Theater wurde im 3. Jahrhundert v. Chr. im griechischen Stil errichtet, möglicherweise auf den Mauern eines älteren und kleineren Theaters. Dabei wurde der Zuschauerraum (lat. Cavea) erheblich erweitert. Die Sitze wurden hierarchisch eingeteilt; die untersten und somit der Bühne am nächsten gelegenen Sitze gehörten den höheren Ständen der Stadt. Am besten davon zeugen die vielen Fußstützen in dieser Reihe, die mit Löwen-Motiven verziert sind. Der Zuschauerraum ist in fünf Sektoren (gr. Kerkides) geteilt, wovon jede 13 Sitzreihen hat.
Bei der Vergrößerung der Stadt während ihrer römischen Periode erfuhr auch das Theater um das 2. Jahrhundert viele Um- und Ausbauten. So wurde unter anderem das Bühnengebäude (gr. Skené) neu entworfen und auf zwei Geschosse erhöht. Durch die drei Türen mit Rundbögen erschienen und verschwanden die Schauspieler. Zwischen diesen Türen standen verschiedene Statuen. Die Römer erbauten zudem oberhalb den zwei Eingängen Logen für die höheren Gesellschaftsschichten. Der Zuschauerraum des Theaters hat einen Durchmesser von 24 Metern und bot bis zu 2000 Personen Platz.
Luigi Maria Ugolini grub das Theater zwischen 1928 und 1930 aus. Auch die Göttin von Butrint, eine Statue aus der Vorderseite des Bühnengebäudes, zählte zu seinen Funden. Vom griechischen Theater sind nur geringe Reste erhalten geblieben. Die Front der römischen Bühne (lat. Pulpitum) war zu seiner Zeit mit vielen Skulpturen ausgestattet, unter denen Porträtköpfe der Göttin von Butrint, des Augustus, des Agrippa, des Asklepios und die Statue einer Muse zu den bedeutendsten Funden gehören.

#### Aquädukt
Während ihrer römischen Zeit verzeichnete die Stadt ein starkes Bevölkerungswachstum. Um die Wasserversorgung sicherzustellen, wurde der Aquädukt errichtet, der von einer noch unbekannten Quelle beim heutigen Dorf Xarra über einer Länge von 12 Kilometern Wasser zur Stadt führte. Dabei überquerte er auch den etwa 200 Meter breiten Vivari-Kanal. Möglicherweise war der Aquädukt in diesem Teilstück auch für Fußgänger und kleinere Fahrzeuge passierbar und wurde somit auch als Brücke benutzt. Der Aquädukt wurde während der Regierungszeit von Kaiser Augustus (27 v. Chr. bis 14 n. Chr.) errichtet, während der auch viele andere Bauwerke entstanden.

#### Forum
Das Herz einer römischen Stadt bildete das Forum. In Butrint befand es sich in der Nähe des Asklepios-Tempels, also im Zentrum der griechischen Stadt. Es wurde auf den Mauern einer älteren Stoa errichtet, die eine Größe von 4,5 mal 25 Metern hatte. Die erhaltenen Reste aus dem späten 2. oder 1. Jahrhundert v. Chr. konzentrieren sich auf drei Gebäudeteile, die um den Platz des Forums standen.

### Tempel und Kirchen

#### Asklepios-Heiligtum

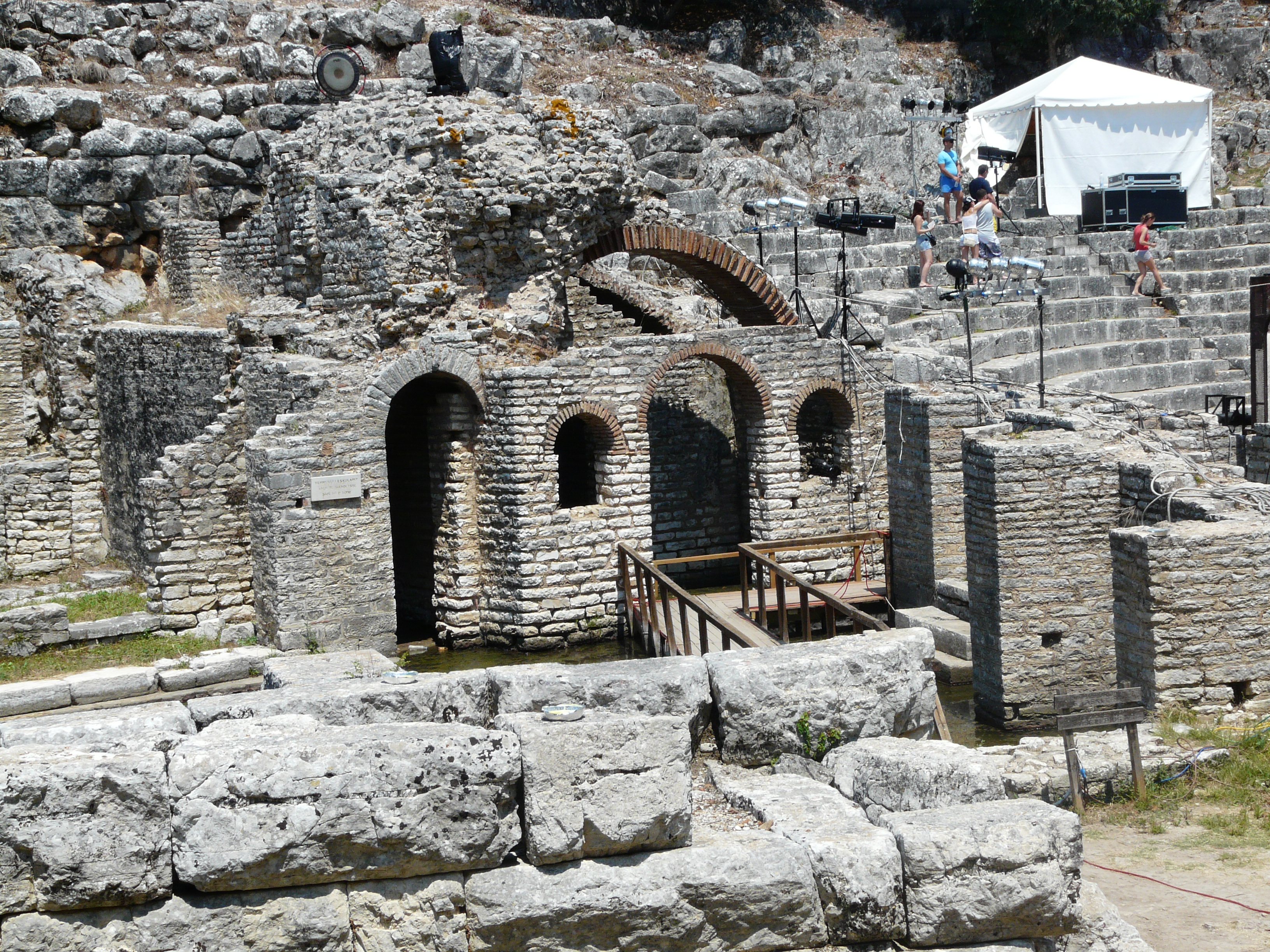
Schatzhaus des Asklepios-Heiligtums neben dem Theater

Das Heiligtum des Asklepios besteht neben dem Tempel aus einem ganzen Komplex, der noch eine Stoa (Säulenhalle) und ein Schatzhaus umfasste. Er wurde im 4. Jahrhundert v. Chr. gegründet, und schon im nächsten Jahrhundert wurden diverse Ausbauten unternommen, die das Theater und ein Peristyl-Gebäude (möglicherweise eine Unterkunft für Pilger) umfassten. Die gesamte Anlage wurde von der restlichen Stadt durch einen Temenos abgegrenzt.
1932 wurde ein Marmorkopf des Asklepios gefunden, die vielleicht zu einer Statue gehörte. Daneben zeugen verschiedene Münzen mit Schlangenmotiven (Symbol der Heilkünste) von der großen Wichtigkeit des Asklepioskultes für die Stadt Butrint.

#### Baptisterium

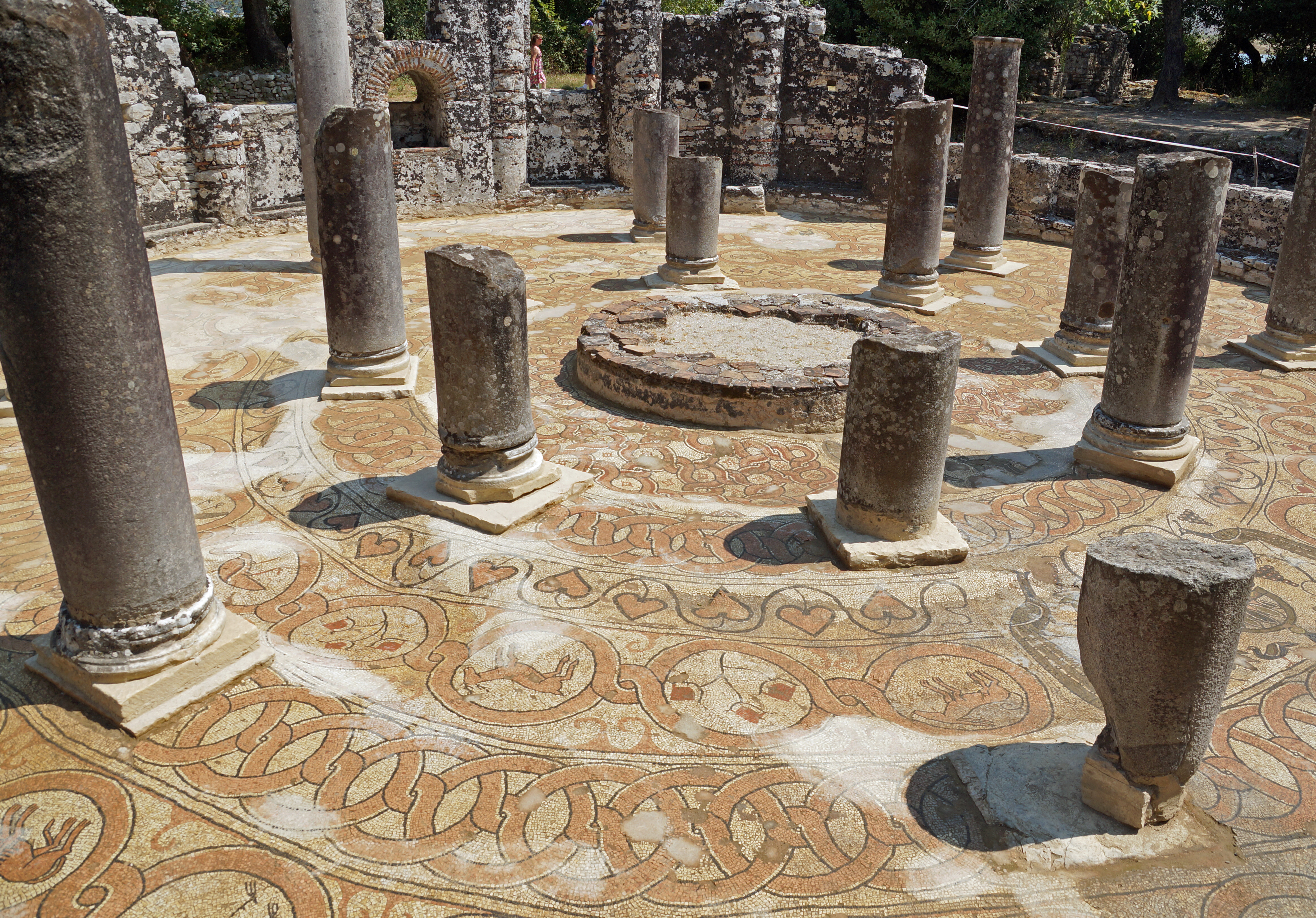
Baptisterium

Ab dem 5. Jahrhundert blühte in der Stadt das Christentum auf und Butrint bekam einen eigenen Bischof. Das Baptisterium und die Basilika wurden im frühen 6. Jahrhundert errichtet. 1928 entdeckte die italienische archäologische Mission das Baptisterium. Bedeutend ist vor allem der Mosaikboden, der von Mosaizisten aus Nikopolis erschaffen wurde. Zum Schutz ist das Mosaik meist mit Sand zugedeckt und wird nur an wenigen Tagen im Jahr der Öffentlichkeit zugänglich gemacht.

#### Basilika

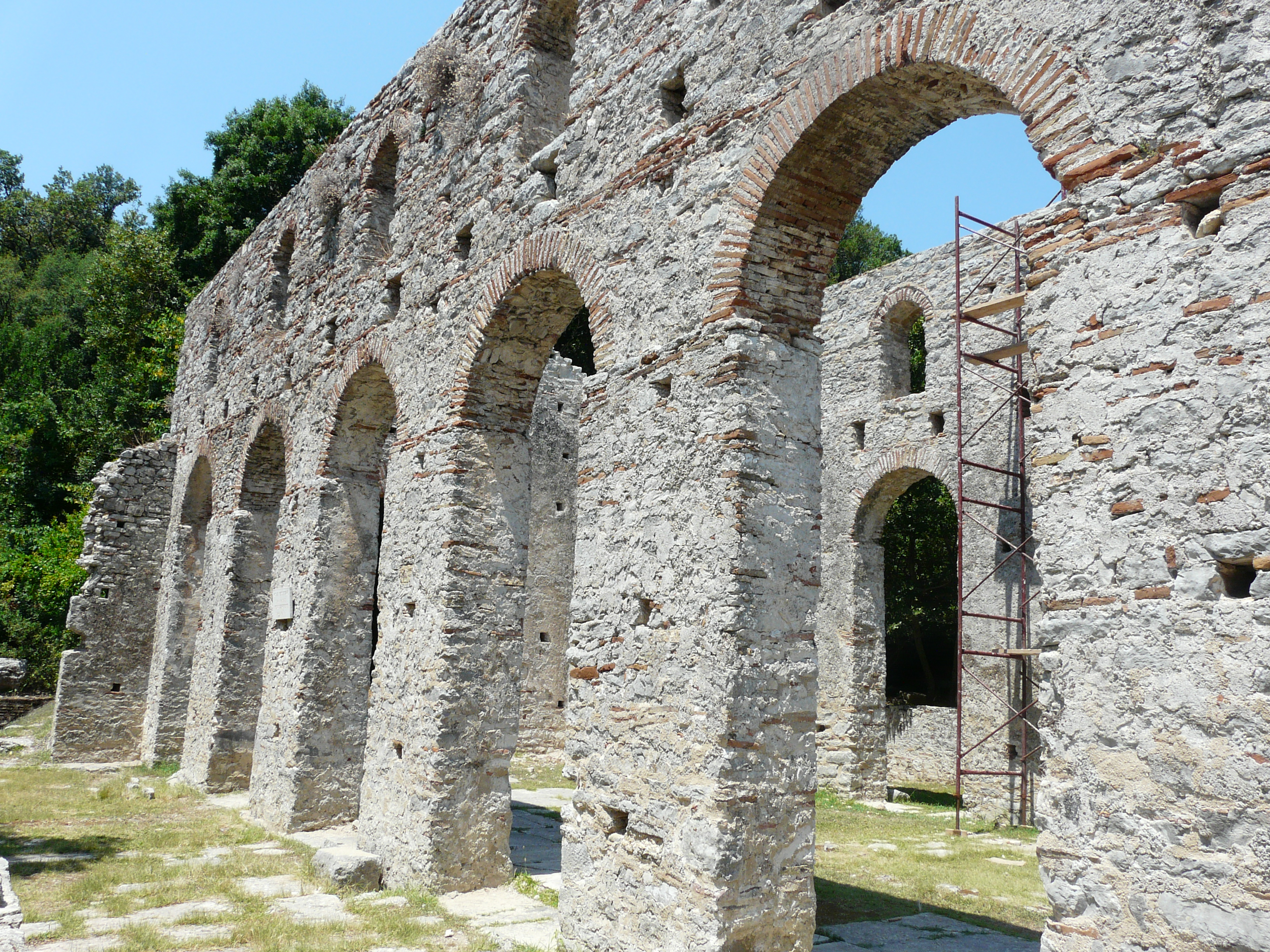
Die Frühchristlich-byzantinische Basilika

Die große Basilika wurde im frühen 6. Jahrhundert zusammen mit dem Baptisterium erbaut. Sie war Sitz eines Bischofs bis ins 16. Jahrhundert, als dieser nach Glyki (im Tal des Kokytos) bei Arta wechselte. Die Basilika bestand aus einem Langhaus mit Seitenschiffen, einem Querschiff und der Apsis. Der gesamte Boden war mit Mosaiken verziert. Die bis zu fünf Meter hohen Arkaden trennten das Langhaus von den Seitenhäusern.

### Militärische Anlagen

#### Venezianisches Kastell

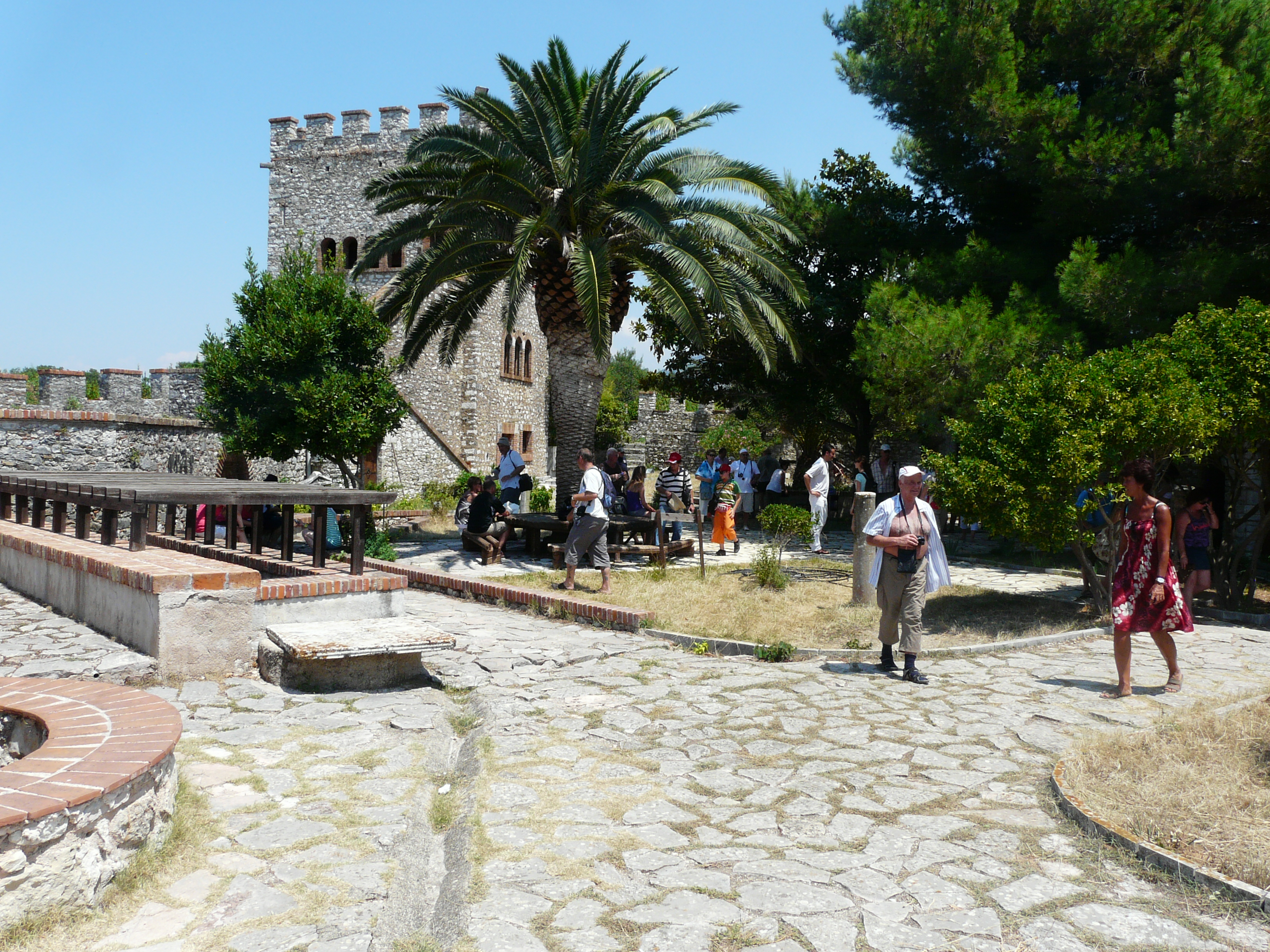
Touristen im Hof des Venezianischen Kastells

Die venezianische Kastellburg befindet sich am westlichen Ende der Akropolis, von wo man einen guten Ausblick auf den Vivar-Kanal und auf die Straße von Korfu hat. Ab dem 13. Jahrhundert als Teil des venezianischen Kolonialreichs war Butrint ein wichtiger Stützpunkt zwischen dem Adriatischen und dem Ägäischen Meer. Das fünfeckige Kastell besitzt an der nordöstlichen Ecke einen viereckigen Turm, der jedoch eine Rekonstruktion aus den 1930er Jahren ist. Auf Aufzeichnungen von Ugolini gab es zudem im Innern des Kastells einen zweiten Turm, der womöglich die Residenz des Kastellans war.

#### Weitere Festungsbauten

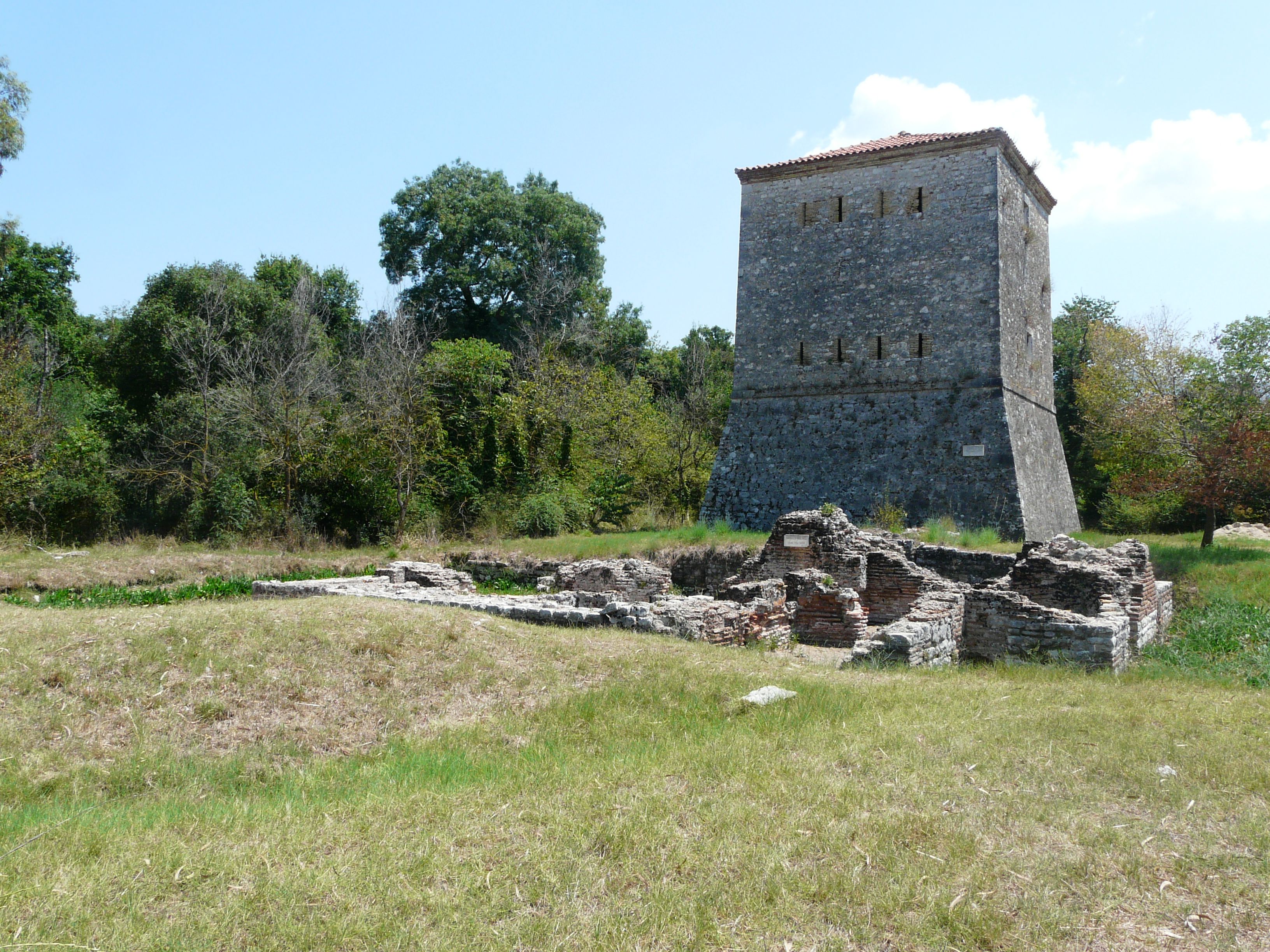
Venezianischer Turm, davor die Therme

Am Kanalufer unterhalb der Burg errichtete die Markusrepublik noch einen weiteren Turm, der den Kanal beziehungsweise den Zugang zum Kastell sicherte. Der venezianische Turm stammt vermutlich aus den Jahren 1717/18. Auf einer steinerne Basis erheben sich die beiden Stockwerke (etwa sechs Meter im Quadrat). Der Zugang erfolgte von Osten über eine Zugbrücke.
Am gegenüberliegenden Ufer erbauten die Venezianer die Kalaja trekëndore (Dreiecksburg), eine noch heute gut erhaltene Anlage. Ursprünglich auf einer Insel gelegen, wodurch sich vermutlich die Form bestimmte, sollte sie vor allem die Zufahrt über den Kanal und die Fischereiaktivitäten bei Butrint sichern. Die Grundmauern der Festung wurden wohl um das Jahr 1500 errichtet. Erstmals erwähnt wurde sie 1572. Die Türme an den Ecken der Burg wurden wohl in den 1650er Jahren von den Osmanen ergänzt. Nach der Rückeroberung durch die Venezianer (1717/18) wurden weitere Umbauten vorgenommen, eine weitere Mauer an der Westseite errichtet. Die Venezianer hatten bis zu 200 Mann in der Anlage stationiert.
Eine weitere Festungsanlage liegt auf einer Insel im Sumpfgebiet rund zweieinhalb Kilometer westlich von Butrint, direkt an der Mündung des Vivar-Kanals ins Ionische Meer. Sie ist nur per Boot erreichbar. Benannt ist die Festung des Ali Pascha nach dem auf Unabhängigkeit von Konstantinopel erpichten Ali Pascha von Ioannina. Sie erscheint jedoch bereits auf venezianischen Karten des Jahres 1718 und könnte Besitz der korfiotischen Familie Gonemi gewesen sein. Möglich ist aber auch ein festes Haus, das Venezianer um das Jahr 1700 erbauen ließen und von dem noch Reste erhalten sind. Die Festung bleibt bei der Eroberung von Butrint durch Ali Pascha unerwähnt, was gegen die Existenz einer funktionstüchtigen Anlage zu Ende des 18. Jahrhunderts spricht. Historiker gehen davon aus, dass die Festung in der heutigen Form in großer Eile unter Ali Pascha im Jahr 1807 erbaut worden ist. Die rechteckige Anlage ist 22 auf 30 Meter groß und von einer 5,1 Meter hohen Mauer umgeben. In den Ecken ragen gleich hohe Türme aus den Mauern hervor.

### Andere Bauten

#### Trikonchos-Palast
Butrint weist eine Vielzahl an Stadthäusern und Villen auf. Der Trikonchos-Palast ist das größte Bürgerhaus unter ihnen. Anfangs war das Gebäude eine römische Villa mit Mosaik-Böden, bemalten Wänden und einem Innenhof mit Brunnen als bedeutendstem Element. Die Villa wurde im 4. Jahrhundert n. Chr. erweitert, als zum ursprünglichen Haus ein Ostflügel hinzukam, der mit seinen drei Konchen dem Palast seinen heutigen Namen gab.

#### Löwentor

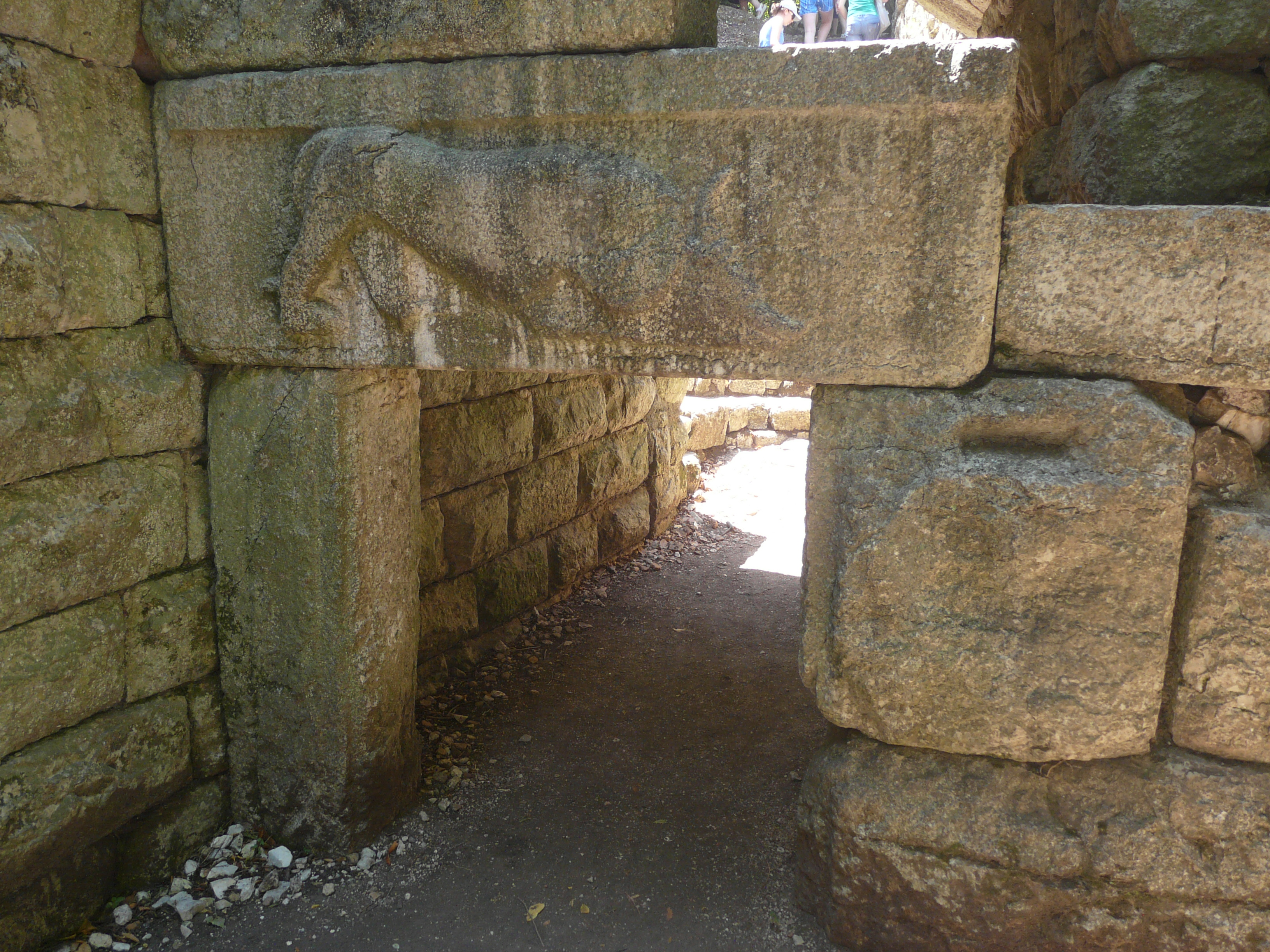
Löwentor

Eine weitere bedeutende Sehenswürdigkeit ist das Löwentor aus dem 4. Jahrhundert v. Chr., einer von sechs Eingängen zur Stadt. Es zeigt einen Löwen, der dabei ist, einen Stier aufzufressen. Der Löwe sollte höchstwahrscheinlich die Bewohner der Stadt symbolisieren und der Stier ihre Feinde. Das Tor verfügt lediglich über einen sehr engen Durchgang, um möglichst wenigen Personen zugleich das Eindringen zu ermöglichen.

## Kultur
In vielen griechischsprachigen Póleis wie beispielsweise in Athen spielten Frauen in der Gesellschaft eine untergeordnete Rolle. So konnten Athenerinnen – waren sie noch so vermögend – keine Sklaven befreien. In der epirotischen Stadt Butrint war das aber möglich: Frauen konnten sehr wohl Sklaven befreien und garantierten deren Freiheit. Tatsächlich nahm der gesamte Familienhaushalt an der Sklavenbefreiung teil. Dutzende Inschriften in Butrint belegen diese kulturelle Praxis.

## Archäologisches Museum

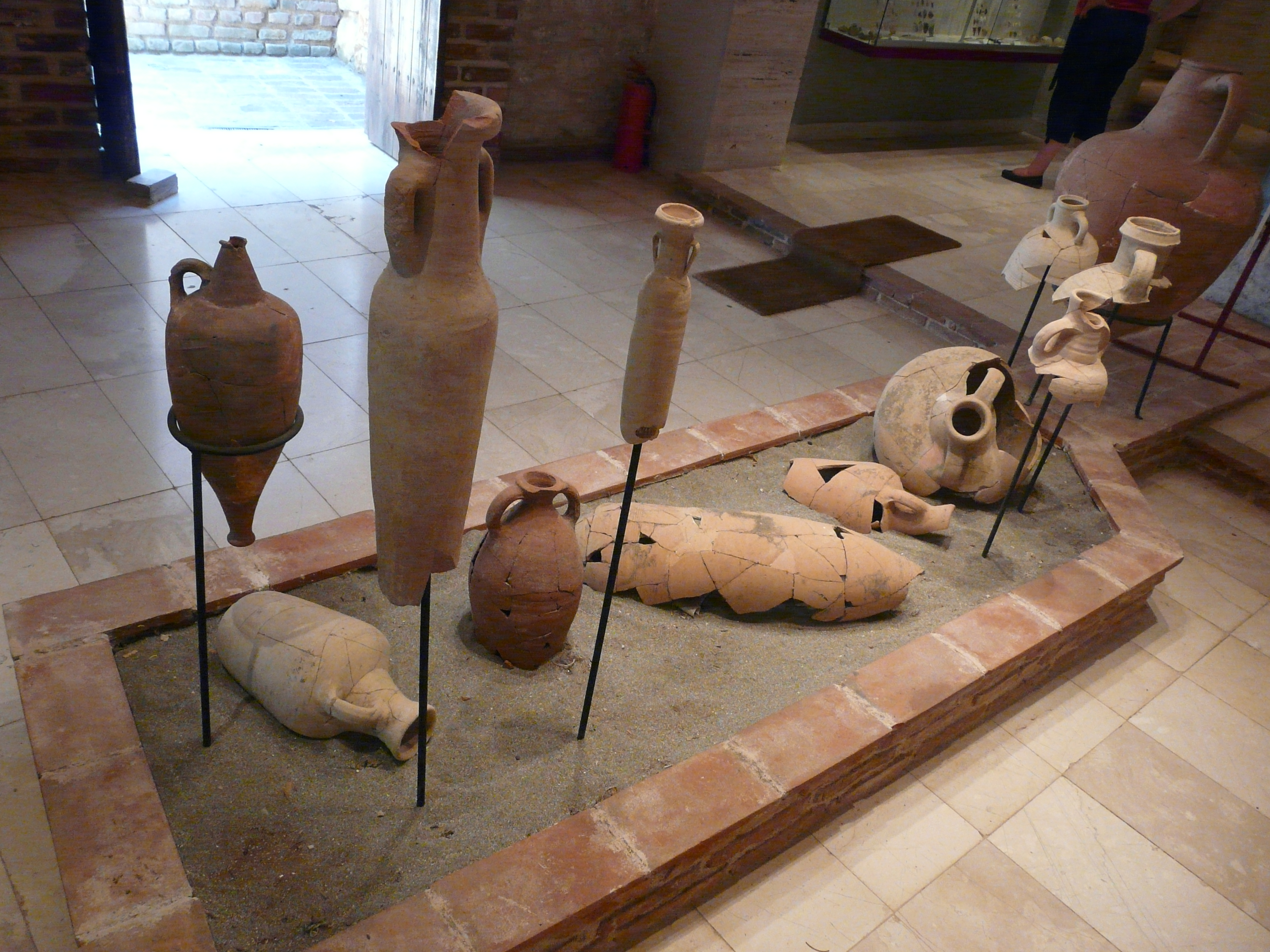
Im Museum ausgestellte Keramik-Amphoren

Das erste Museum von Butrint wurde in den 1930er Jahren durch Luigi Maria Ugolini und dessen italienische archäologische Mission eröffnet. 2005 wurde es renoviert wiedereröffnet. Es befindet sich im venezianischen Kastell.

## Persönlichkeiten der Stadt
Aus dem antiken Butrint stammen zwei christliche Heilige, die in der Orthodoxen Kirche verehrt werden: Therinus und Donatus von Butrint wurden beide in Butrint geboren.